# Tivoli (Koppenhága)

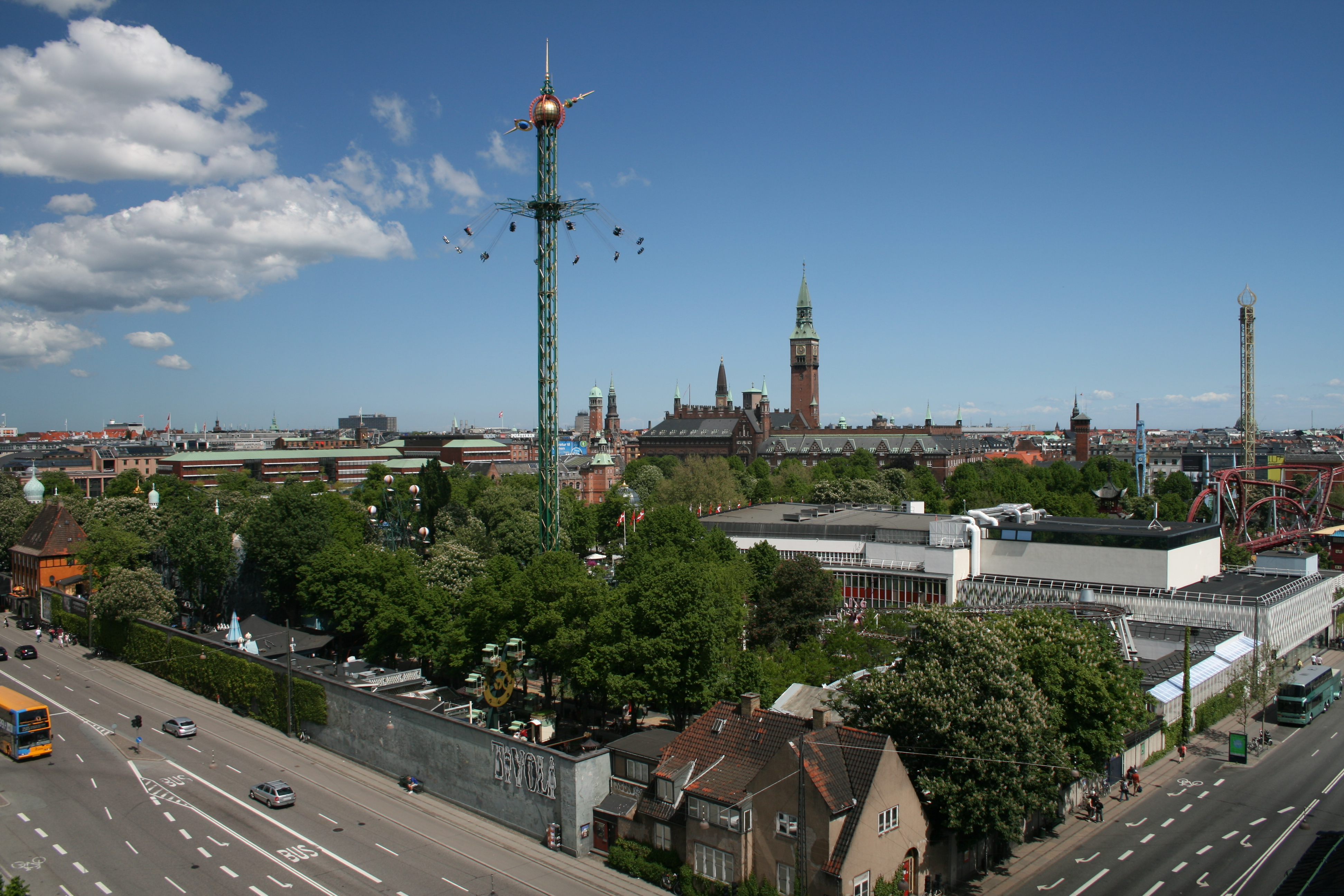
Tivoli

A Tivoli egy híres vidámpark és szórakozónegyed Koppenhágában, Dániában. Kapuit 1843. augusztus 15-én nyitotta meg. A Klampenborg közelében lévő Dyrehavsbakkent leszámítva ez a legrégebbi vidámpark, amely érintetlenül maradt fenn napjainkig.

## Története
A vidámpark neve először „Tivoli & Vauxhall” volt, a „Tivoli” a párizsi Jardin de Tivoli-ra utal (mely a Róma közelében fekvő Tivoliról kapta a nevét), a „Vauxhall” pedig a londoni Vauxhall Gardens-re. A Tivoli alapítója, Georg Carstensen (1812-1857) azzal a meggyőző érvvel kapott engedélyt a park létrehozására a királytól, VIII. Keresztélytől (Christian VIII), hogy „ha az emberek jól szórakoznak, akkor nem gondolkodnak a politikáról”. Már a kezdet kezdetén számos látványosságot kínált a Tivoli: egy képzeletbeli Kelet stílusában megalkotott épületek sokaságát, színházat, zenei színpadokat, éttermeket és kávézókat, virágoskerteket és olyan szórakozási lehetőségeket, mint a körhinta és egy korai, egyszerű, színpadias vasút.
Sötétedés után színes lámpák világították be a kertet. Bizonyos estéken különleges, látványos tűzijáték fénye tükröződött a Tivoli taván.
Hans Christian Lumbye (1810-1874) zeneszerző volt a Tivoli zenei igazgatója 1843 és 1872 között. Főképp a bécsi keringőszerzők inspirálták, mint a Strauss család (Johann Strauss és fiai), és így az "Északi Strauss" néven vált ismertté. Sok műve a mai napig hallható a Tivoli Szimfonikus Zenekar előadásában.

## Fordítás
- Ez a szócikk részben vagy egészben  a   Tivoli című dán Wikipédia-szócikk ezen változatának fordításán alapul.  Az eredeti cikk szerkesztőit annak laptörténete sorolja fel. Ez a jelzés csupán a megfogalmazás eredetét és a szerzői jogokat jelzi, nem szolgál a cikkben szereplő információk forrásmegjelöléseként.